# Live Recordings 2004
Live Recordings 2004 es el primer álbum en vivo y EP de la banda británica Keane, fue lanzado en la primavera de 2005. El álbum contiene seis canciones grabadas en vivo durante su gira musical Hopes and Fears Tour, todas las canciones son de su primer álbum de estudio Hopes and Fears excepto "Allemande" la cual salió en la primera versión del sencillo "This Is the Last Time".

## Lanzamiento
El álbum no fue lanzado mundialmente solo fue lanzado en los siguientes países: Alemania, Austria, Bélgica, Canadá, República Checa, Francia (solo incluido en Hopes and Fears), Holanda, Hungría, Islandia, Irlanda, Italia, Noruega, México, España, Suiza, Reino Unido (muy raro, solo algunas tiendas importado de Alemania), el álbum fue lanzado en marzo de 2005, excepto en Canadá donde se lanzó en el mes de mayo y en México en julio de ese mismo año.

## Lista de canciones
Todas las canciones fueron escritas por Tim Rice-Oxley, Tom Chaplin, y Richard Hughes excepto "This Is the Last Time" y "Bedshaped" compuestas por Rice-Oxley, Chaplin, Hughes y James Sanger.
"Bedshaped" está también disponible en el álbum en directo Strangers.
Alemania EP 9870873
1. "Somewhere Only We Know" (presentado en Londres, R.U. el 10 de mayo de 2004) - 4:10
2. "We Might as Well Be Strangers" (presentado en Columbiafritz Berlín, Alemania el 19 de mayo de 2004) - 3:18
3. "Allemande" (presentado en una sesión de BNN That's Live!, Ámsterdam, Holanda el 7 de julio de 2004) - 5:06
4. "This Is the Last Time" (acústica) (presentada en Mill Streets Brewery Toronto, Canadá el 20 de septiembre de 2004) - 3:26
5. "Everybody's Changing" (presentada en Airwaves Festival, Reikiavik, Islandia el 23 de octubre de 2004) - 3:48
6. "Bedshaped" (presentado en Brixton Academy Londres, R.U. el 17 de noviembre de 2004) - 4:48